# Scheremetjewo (Chabarowsk)
Scheremetjewo (russisch Шереметьево) ist ein Dorf in der Region Chabarowsk in Russland mit 530 Einwohnern (Stand 1. Oktober 2021).
Scheremetjewo liegt am rechten Ufer des Flusses Ussuri, der hier die Grenze zur Volksrepublik China bildet, sowie 52 km südwestlich von Wjasemski und 140 km von der Regionshauptstadt Chabarowsk entfernt. Scheremetjewo wurde 1860 gegründet.
Wenige Kilometer von Scheremetjewo entfernt befinden sich am Steilufer des Ussuri etwa 33 Petroglyphen in der Zeit vom Neolith bis zur frühen Eisenzeit (3. bis 1. Jahrhundert v. Chr.) entstanden. Sie zeigen unter anderem Tiere und Boote. In unmittelbarer Nähe der Zeichnungen sind Reste menschlicher Siedlungen aus dem 12. bis 10. Jahrhundert v. Chr. sowie aus dem 8. bis 4. Jahrhundert v. Chr. mit Befestigungsanlagen und Wohnhöhlen erhalten.
In etwa acht Kilometern Entfernung liegt der Zwetotschnoje-See, in dem die auf der Roten Liste der bedrohten Arten der Russischen Föderation verzeichnete Indische Lotosblume wächst.